# Star Wars: The Bad Batch
Star Wars: The Bad Batch (bra: Star Wars: The Bad Batch; prt: Star Wars: O Lote Estragado)é uma uma série de animação americana criada por Dave Filoni para o serviço de streaming Disney+. É parte da franquia Star Wars, servindo tanto como uma continuação, quanto como um spin-off da série Star Wars: The Clone Wars. The Bad Batch é produzido pela estadunidense Lucasfilm Animation, com Jennifer Corbett como escritora-chefe e Brad Rau como diretor de supervisão.
Dee Bradley Baker dá voz aos membros da equipe conhecida como The Bad Batch (Os Mal Feitos, em português), um esquadrão de elite da tropa clone que possui mutações genéticas. Ele ainda dubla outros clones na série, reprisando seus papéis em The Clone Wars. Michelle Ang vive Omega, um clone fêmea que se une ao esquadrão. A série foi encomendada oficialmente pelo Disney+ em julho de 2020 como um spin-off de The Clone Wars, já com o envolvimento de Filoni, Corbett e Rau.
Star Wars: The Bad Batch estreou no dia 4 de maio de 2021 e é composto por 16 episódios. Uma segunda temporada está prevista para estrear em 2022.

## Premissa
A Força Clone 99, também conhecida como os Mal Feitos — um esquadrão de elite da tropa clone com mutações genéticas, inicialmente introduzidos em Star Wars: The Clone Wars — embarcam em missões mercenárias ousadas logo após encerramento das Guerras Clônicas.

## Elenco e Personagens

### Protagonistas
- Dee Bradley Baker como os Mal Feitos:
Um esquadrão de elite da tropa clone, também conhecida como Força Clone 99, composta pelos membros Hunter, Wrecker, Tech, Crosshair, e Echo.[4] O criador da franquia Star Wars, George Lucas, gostaria que os Mal Feitos fossem únicos e exclusivos em comparação aos outros clones, cada um possuindo sua habilidade especial, mas ele não queria que fossem super-heróis.[5] Baker também dá voz a outros clones na série, como Cut Lawquane e os Capitães Rex, Howzer e Gregor.[6]
- Archie Panjabi como Depa Billaba: Mestre Jedi de Caleb Dume.
- Michelle Ang como Omega:
Um clone fêmea que trabalha como uma assistente médica em Kamino. Ela é um clone inalterado de Jango Fett, mas é geneticamente divergente dos modelos de clone padrões e se considera parte da família dos Mal Feitos.[7]

### Recorrentes
- Ben Diskin como AZI-3: Um dróide médico em Kamino.
- Bob Bergen como Lama Su: O primeiro-ministro de Kamino.
- Gwendoline Yeo como Nala Se: A cientista Kaminoana responsável pelo processo de clonagem.
- Noshir Dalal como Vice-Almirante Rampart : Um soldado imperial responsável pelo novo sistema de registro de código de cadeia e recrutamento do Exército Imperial.
- Dahéli Hall como ES-04: Um soldado de elite da Tropa Imperial.
- Rhea Perlman como Cid: Um Trandoshano, ex-informante dos Jedi, que demanda trabalhos mercenários aos Mal Feitos.
- Liam O'Brien como Bolo: Um nativo Ithoriano no salão do Cid.
- Sam Riegel como Ketch: A nativo Weequay no salão do Cid.
- Tina Huang como ES-02: Uma soldado do Esquadrão de Elite da Tropa Imperial.
- Ness Bautista as ES-03: Um soldado do Esquadrão de Elite da Tropa Imperia.

### Convidados
- Matthew Wood como dróides de batalha e Bib Fortuna.
- Freddie Prinze Jr. como Caleb Dume: O padawan de Depa Billaba, que escapa da Ordem 66 em Kaller.
- Ian McDiarmid como Imperador Palpatine / Darth Sidious: O Imperador do Império Galáctico, e também um Lorde Sith.
- Tom Kane como o narrador
- Andrew Kishino como Saw Gerrera: Um guerreiro da liberdade que se une à Aliança Rebelde.[8]
- Stephen Stanton como Almirante Tarkin: Um soldado de alta patente do Império Galáctico.[6]
- Nika Futterman como Shaeeah Lawquane: A filha de Cut Lawquane e sua esposa, Suu.
- Kath Soucie como Jek Lawquane: O filho de Cut Lawquane and his wifesua esposa e Suu.
- Cara Pifko como Suu Lawquane: A esposa de Cut Lawquane.
- Emilio Garcia-Sanchez como ES-01: Um soldado da Tropa de Elite do Esquadrão Imperial.
- Ming-Na Wen como Fennec Shand:Uma mercenária e atiradora de elite contratada para resgatar Omega dos Mal Feitos.[9]
- Brigitte Kali como Trace Martez: Uma ex-contrabandista convertida em guerreira da liberdade e irmã mais nova de Rafa.
- Elizabeth Rodriguez como Rafa Martez:  Uma ex-contrabandista convertida em guerreira da liberdade e irmã mais velha de Trace.
- Corey Burton como Cad Bane: Um infame caçador de recompensas contratado para resgatar Omega. Burton também dá vida a Gobi Glie, tio de Hera e subordinado de Cham Syndulla.
- Seth Green como Todo 360: Um dróide de serviço de Bane.
- Rena Owen como Taun We: Assistente de Lama Su.
- Alexander Siddig como Avi Singh: Um senador do antigo planeta separatista de Raxus Secundus.
- Sian Clifford como GS-8: Dróide de protocolo de Avi Singh.
- Vanessa Marshall como Hera Syndulla: Filha de Cham Syndulla, uma pilota iniciante e guerreira da liberdade. Marshall, que também deu voz a uma versão mais velha da personagem em Star Wars Rebels, usou um sotaque francês para a versão jovem, para se assemelhar ao sotaque dos nativos Rylothianos Twi'lek.[10]
- Robin Atkin Downes como Cham Syndulla: Um famoso guerreiro da liberdade Twi'lek.
- Ferelith Young como Eleni Syndulla: Esposa de Cham Syndulla e mãe de Hera.
- Phil LaMarr como Orn Free Taa: O representante corrupto de Ryloth no Império.
- Chopper como "Ele mesmo": Dróide astromecânico de Hera.
- Tom Taylorson como Roland Durand: Um chefe do crime Devaroniano.

## Produção

### Contexto
Até setembro de 2016, o diretor supervisor de Star Wars: The Clone Wars e Star Wars Rebels, Dave Filoni, deu um passo atrás em relação à posição das séries mais recentes para focar mais na escrita de roteiros, assim como o desenvolvimento de futuras séries animadas para a Lucasfilm. Em julho de 2018, Filone anunciou que uma temporada final de The Clone Wars seria lançada diretamente para o streaming no Disney+ em 2020. A temporada contou com um arco de quatro episódios que introduziam um esquadrão da tropa clone que possuía mutações genéticas, conhecidos como os Mal Feitos; estes episódios já existiam como rascunho para uma temporada anterior, não finalizada, para a série e veio diretamente dos planos do criador George Lucas para a franquia Star Wars.

### Desenvolvimento
A Disney+ encomendou oficialmente uma nova série para a Lucasfilm Animation em julho de 2020, sob o nome de Star Wars: The Bad Batch, um spin-off da temporada final de The Clone Wars, seguindo a equipe d'os Mal Feitos logo após os acontecimentos das Guerras Clônicas. O anúncio descreveu a série como uma visão de Dave Filoni, o qual é produtor executivo junto da produtora da Lucasfilm, Athena Portillo, o diretor supervisor Brad Rau e a escritora Jeniffer Corbett, com Carrie Beck e Josh Rimes, co-produtora executiva e produtor, respectivamente. Filoni descreveu a série como algo que "está muito na veia" de The Clone Wars e disse que seria fiel à visão de Lucas, contando histórias de aventuras épicas e empolgantes. Em agosto de 2021, antes do lançamento do Season Finale em duas partes, a série foi renovada oficialmente para uma segunda temporada.

### Elenco
O primeiro trailer da série, lançado em dezembro de 2020, confirmou que Dee Bradley Baker retornaria de The Clone Wars como a voz de todos os soldados clones, incluindo os membros dos Mal Feitos e o Capitão Rex. Também foi revelado que uma versão jovem da personagem Fennec Shand de The Mandalorian apareceria na série. Logo em seguida, a atriz Ming-Na Wen confirmou seu retorno para o papel. Além disso, Stephen Stanton e Andrew Kishino também reprisaram seus papéis como o Almirante Tarkin e Saw Gerrera, respectivamente.

### Música
Kevin Kiner foi confirmado para compor a trilha sonora da série em janeiro de 2021, depois de ter trabalhado em The Clone Wars e Rebels. Ele escreveu Bad Batch Theme para a última temporada de The Clone Wars,  e descreveu sua trilha de The Bad Batch como uma evolução da predecessora, sendo uma mistura de música eletrônica e elementos de orquestra. Kiner foi inspirado pela trilha sonora de Os Canhões de Navarone (1961) e Os Doze Condenados (1967), ambos filmes que estrelam grupos de personagens similares a The Bad Batch.
A trilha de Kiner para a série foi lançada digitalmente pela Walt Disney Records em dois volumes: músicas dos primeiros oito episódios e 25 de junho de 2021 e dos últimos oito episódios em agosto de 2020. Uma faixa dos álbuns, "Enter the Bad Batch", foi lançada digitalmente como um single no dia 13 de maio.

## Enquadramento no Universo Star Wars
| Filmes e séries | Filmes e séries                     | Calendário ficcional (em anos) | Calendário ficcional (em anos) | Calendário ficcional (em anos) | Calendário ficcional (em anos) | Calendário ficcional (em anos) | Calendário ficcional (em anos) | Calendário ficcional (em anos) | Calendário ficcional (em anos) | Calendário ficcional (em anos) | Calendário ficcional (em anos) | Calendário ficcional (em anos) | Calendário ficcional (em anos) | Calendário ficcional (em anos) | Calendário ficcional (em anos) | Calendário ficcional (em anos) | Calendário ficcional (em anos) | Calendário ficcional (em anos) | Calendário ficcional (em anos) | Calendário ficcional (em anos) | Calendário ficcional (em anos) | Calendário ficcional (em anos) | Calendário ficcional (em anos) | Calendário ficcional (em anos) | Calendário ficcional (em anos) | Calendário ficcional (em anos) | Calendário ficcional (em anos) | Calendário ficcional (em anos) | Calendário ficcional (em anos) | Calendário ficcional (em anos) | Calendário ficcional (em anos) | Calendário ficcional (em anos) | Calendário ficcional (em anos) | Calendário ficcional (em anos) | Calendário ficcional (em anos) | Calendário ficcional (em anos) | Calendário ficcional (em anos) | Calendário ficcional (em anos) | Calendário ficcional (em anos) | Calendário ficcional (em anos) | Calendário ficcional (em anos) | Calendário ficcional (em anos) | Calendário ficcional (em anos) | Calendário ficcional (em anos) | Calendário ficcional (em anos) | Calendário ficcional (em anos) | Calendário ficcional (em anos) | Calendário ficcional (em anos) | Calendário ficcional (em anos) | Calendário ficcional (em anos) | Calendário ficcional (em anos) |
| Filmes e séries | Filmes e séries                     | Antes da Batalha de Yavin      | Antes da Batalha de Yavin      | Antes da Batalha de Yavin      | Antes da Batalha de Yavin      | Antes da Batalha de Yavin      | Antes da Batalha de Yavin      | Antes da Batalha de Yavin      | Antes da Batalha de Yavin      | Antes da Batalha de Yavin      | Antes da Batalha de Yavin      | Antes da Batalha de Yavin      | Antes da Batalha de Yavin      | Antes da Batalha de Yavin      | Antes da Batalha de Yavin      | Antes da Batalha de Yavin      | Antes da Batalha de Yavin      | Antes da Batalha de Yavin      | Antes da Batalha de Yavin      | Antes da Batalha de Yavin      | Antes da Batalha de Yavin      | Antes da Batalha de Yavin      | Antes da Batalha de Yavin      | Antes da Batalha de Yavin      | Antes da Batalha de Yavin      | Antes da Batalha de Yavin      | Antes da Batalha de Yavin      | Antes da Batalha de Yavin      | Antes da Batalha de Yavin      | Antes da Batalha de Yavin      | Antes da Batalha de Yavin      | Depois da Batalha de Yavin     | Depois da Batalha de Yavin     | Depois da Batalha de Yavin     | Depois da Batalha de Yavin     | Depois da Batalha de Yavin     | Depois da Batalha de Yavin     | Depois da Batalha de Yavin     | Depois da Batalha de Yavin     | Depois da Batalha de Yavin     | Depois da Batalha de Yavin     | Depois da Batalha de Yavin     | Depois da Batalha de Yavin     | Depois da Batalha de Yavin     | Depois da Batalha de Yavin     | Depois da Batalha de Yavin     | Depois da Batalha de Yavin     | Depois da Batalha de Yavin     | Depois da Batalha de Yavin     | Depois da Batalha de Yavin     | Depois da Batalha de Yavin     |
| Filmes e séries | Filmes e séries                     | 33                             | 32                             | 31                             | 30–24                          | 23                             | 22                             | 21                             | 20                             | 19                             | 18                             | 17                             | 16                             | 15                             | 14                             | 13                             | 12                             | 11                             | 10                             | 9                              | 8                              | 7                              | 6                              | 5                              | 4                              | 3                              | 2                              | 1                              | 0                              | 0                              | 0                              | 0                              | 1                              | 2                              | 3                              | 4                              | 5                              | 6                              | 7                              | 8                              | 9                              | 10                             | 11                             | 12–31                          | 32                             | 33                             | 34                             | 34                             | 35                             | 36-49                          | 50                             |
| --- | ----------------------------------- | ------------------------------ | ------------------------------ | ------------------------------ | ------------------------------ | ------------------------------ | ------------------------------ | ------------------------------ | ------------------------------ | ------------------------------ | ------------------------------ | ------------------------------ | ------------------------------ | ------------------------------ | ------------------------------ | ------------------------------ | ------------------------------ | ------------------------------ | ------------------------------ | ------------------------------ | ------------------------------ | ------------------------------ | ------------------------------ | ------------------------------ | ------------------------------ | ------------------------------ | ------------------------------ | ------------------------------ | ------------------------------ | ------------------------------ | ------------------------------ | ------------------------------ | ------------------------------ | ------------------------------ | ------------------------------ | ------------------------------ | ------------------------------ | ------------------------------ | ------------------------------ | ------------------------------ | ------------------------------ | ------------------------------ | ------------------------------ | ------------------------------ | ------------------------------ | ------------------------------ | ------------------------------ | ------------------------------ | ------------------------------ | ------------------------------ | ------------------------------ |
| A Ameaça Fantasma Ataque dos Clones A Vingança dos Sith |                                     |                                | I                              |                                |                                |                                | II                             |                                |                                | III                            |                                |                                |                                |                                |                                |                                |                                |                                |                                |                                |                                |                                |                                |                                |                                |                                |                                |                                |                                |                                |                                |                                |                                |                                |                                |                                |                                |                                |                                |                                |                                |                                |                                |                                |                                |                                |                                |                                |                                |                                |                                |
| Uma Nova Esperança O Império Contra-Ataca O Regresso de Jedi |                                     |                                |                                |                                | IV                             | IV                             | V                              | VI                             |                                |                                |                                |                                |                                |                                |                                |                                |                                |                                |                                |                                |                                |                                |                                |                                |                                |                                |                                |                                |                                |                                |                                |                                |                                |                                |                                |                                |                                |                                |                                |                                |                                |                                |                                |                                |                                |                                |                                |                                |                                |                                |                                |
| O Despertar da Força Os Últimos Jedi A Ascensão de Skywalker |                                     |                                |                                |                                |                                | VII                            | VIII                           | IX                             |                                |                                |                                |                                |                                |                                |                                |                                |                                |                                |                                |                                |                                |                                |                                |                                |                                |                                |                                |                                |                                |                                |                                |                                |                                |                                |                                |                                |                                |                                |                                |                                |                                |                                |                                |                                |                                |                                |                                |                                |                                |                                |                                |
| Rogue One Solo |                                     | a                              | R1                             |                                |                                |                                |                                |                                |                                |                                |                                |                                |                                |                                |                                |                                |                                |                                |                                |                                |                                |                                |                                |                                |                                |                                |                                |                                |                                |                                |                                |                                |                                |                                |                                |                                |                                |                                |                                |                                |                                |                                |                                |                                |                                |                                |                                |                                |                                |                                |                                |
| Rogue One Solo | a                                   | S                              |                                |                                |                                |                                |                                |                                |                                |                                |                                |                                |                                |                                |                                |                                |                                |                                |                                |                                |                                |                                |                                |                                |                                |                                |                                |                                |                                |                                |                                |                                |                                |                                |                                |                                |                                |                                |                                |                                |                                |                                |                                |                                |                                |                                |                                |                                |                                |                                |                                |
| The Clone Wars (+ Filme) The Bad Batch Obi-Wan Kenobi Rebels Andor Resistance The Mandalorian O Livro de Boba Fett Ahsoka |                                     | Clone Wars                     | Clone Wars                     | Clone Wars                     | Clone Wars                     |                                |                                |                                |                                |                                |                                |                                |                                |                                |                                |                                |                                |                                |                                |                                |                                |                                |                                |                                |                                |                                |                                |                                |                                |                                |                                |                                |                                |                                |                                |                                |                                |                                |                                |                                |                                |                                |                                |                                |                                |                                |                                |                                |                                |                                |                                |
| The Clone Wars (+ Filme) The Bad Batch Obi-Wan Kenobi Rebels Andor Resistance The Mandalorian O Livro de Boba Fett Ahsoka |                                     |                                | BB                             |                                |                                |                                |                                |                                |                                |                                |                                |                                |                                |                                |                                |                                |                                |                                |                                |                                |                                |                                |                                |                                |                                |                                |                                |                                |                                |                                |                                |                                |                                |                                |                                |                                |                                |                                |                                |                                |                                |                                |                                |                                |                                |                                |                                |                                |                                |                                |                                |
| The Clone Wars (+ Filme) The Bad Batch Obi-Wan Kenobi Rebels Andor Resistance The Mandalorian O Livro de Boba Fett Ahsoka |                                     | K                              |                                |                                |                                |                                |                                |                                |                                |                                |                                |                                |                                |                                |                                |                                |                                |                                |                                |                                |                                |                                |                                |                                |                                |                                |                                |                                |                                |                                |                                |                                |                                |                                |                                |                                |                                |                                |                                |                                |                                |                                |                                |                                |                                |                                |                                |                                |                                |                                |                                |
| The Clone Wars (+ Filme) The Bad Batch Obi-Wan Kenobi Rebels Andor Resistance The Mandalorian O Livro de Boba Fett Ahsoka |                                     | Rebels                         | Rebels                         | Rebels                         | Rebels                         | Rebels                         | Rebels                         | b                              |                                |                                |                                |                                |                                |                                |                                |                                |                                |                                |                                |                                |                                |                                |                                |                                |                                |                                |                                |                                |                                |                                |                                |                                |                                |                                |                                |                                |                                |                                |                                |                                |                                |                                |                                |                                |                                |                                |                                |                                |                                |                                |                                |
| The Clone Wars (+ Filme) The Bad Batch Obi-Wan Kenobi Rebels Andor Resistance The Mandalorian O Livro de Boba Fett Ahsoka | Andor                               |                                |                                |                                |                                |                                |                                |                                |                                |                                |                                |                                |                                |                                |                                |                                |                                |                                |                                |                                |                                |                                |                                |                                |                                |                                |                                |                                |                                |                                |                                |                                |                                |                                |                                |                                |                                |                                |                                |                                |                                |                                |                                |                                |                                |                                |                                |                                |                                |                                |                                |
| The Clone Wars (+ Filme) The Bad Batch Obi-Wan Kenobi Rebels Andor Resistance The Mandalorian O Livro de Boba Fett Ahsoka |                                     |                                |                                |                                |                                | Resistance                     |                                |                                |                                |                                |                                |                                |                                |                                |                                |                                |                                |                                |                                |                                |                                |                                |                                |                                |                                |                                |                                |                                |                                |                                |                                |                                |                                |                                |                                |                                |                                |                                |                                |                                |                                |                                |                                |                                |                                |                                |                                |                                |                                |                                |                                |
| The Clone Wars (+ Filme) The Bad Batch Obi-Wan Kenobi Rebels Andor Resistance The Mandalorian O Livro de Boba Fett Ahsoka | M                                   |                                |                                |                                |                                |                                |                                |                                |                                |                                |                                |                                |                                |                                |                                |                                |                                |                                |                                |                                |                                |                                |                                |                                |                                |                                |                                |                                |                                |                                |                                |                                |                                |                                |                                |                                |                                |                                |                                |                                |                                |                                |                                |                                |                                |                                |                                |                                |                                |                                |                                |
| The Clone Wars (+ Filme) The Bad Batch Obi-Wan Kenobi Rebels Andor Resistance The Mandalorian O Livro de Boba Fett Ahsoka | BF                                  |                                |                                |                                |                                |                                |                                |                                |                                |                                |                                |                                |                                |                                |                                |                                |                                |                                |                                |                                |                                |                                |                                |                                |                                |                                |                                |                                |                                |                                |                                |                                |                                |                                |                                |                                |                                |                                |                                |                                |                                |                                |                                |                                |                                |                                |                                |                                |                                |                                |                                |
| The Clone Wars (+ Filme) The Bad Batch Obi-Wan Kenobi Rebels Andor Resistance The Mandalorian O Livro de Boba Fett Ahsoka | A                                   |                                |                                |                                |                                |                                |                                |                                |                                |                                |                                |                                |                                |                                |                                |                                |                                |                                |                                |                                |                                |                                |                                |                                |                                |                                |                                |                                |                                |                                |                                |                                |                                |                                |                                |                                |                                |                                |                                |                                |                                |                                |                                |                                |                                |                                |                                |                                |                                |                                |                                |
| Era | Era                                 | Queda dos Jedi                 | Queda dos Jedi                 | Queda dos Jedi                 | Queda dos Jedi                 | Queda dos Jedi                 | Queda dos Jedi                 | Queda dos Jedi                 | Queda dos Jedi                 | Queda dos Jedi                 | Ascensão do Império            | Ascensão do Império            | Ascensão do Império            | Ascensão do Império            | Ascensão do Império            | Ascensão do Império            | Ascensão do Império            | Ascensão do Império            | Ascensão do Império            | Ascensão do Império            | Ascensão do Império            | Ascensão do Império            | Ascensão do Império            | Era da Rebelião                | Era da Rebelião                | Era da Rebelião                | Era da Rebelião                | Era da Rebelião                | Era da Rebelião                | Era da Rebelião                | Era da Rebelião                | Era da Rebelião                | Era da Rebelião                | Era da Rebelião                | Era da Rebelião                | Era da Rebelião                | Era da Rebelião                | A Nova República               | A Nova República               | A Nova República               | A Nova República               | A Nova República               | A Nova República               | A Nova República               | A Nova República               | Ascensão da Primeira Ordem     | Ascensão da Primeira Ordem     | Ascensão da Primeira Ordem     | Ascensão da Primeira Ordem     |                                | A Nova Ordem Jedi              |
| \| \| Prequela (Episódios I–III) \| \| \| Trilogia Original (Episódios IV–VI) \| \| \| Sequela (Episódios VII–IX) \| \| \| Filmes A Star Wars Story \| \| \| Séries \| a: Prólogo b: Epílogo Os episódios da web série Star Wars: Força do Destino passam-se em alturas diferentes, o que dificulta a sua inserção no cronograma. Também estão excluídos minisséries, contos, bandas desenhadas e livros do cânone oficial do Star-Wars, bem como o parque temático Star Wars: Galaxy’s Edge (entre VIII e IX). A cronologia usa o calendário ficcional do universo Star-Wars em anos antes e depois da Batalha de Yavin. A Batalha de Yavin IV representa o final do Episódio IV, em que Luke Skywalker e os rebeldes destroem a primeira Estrela da Morte. |                                     |                                |                                |                                |                                |                                |                                |                                |                                |                                |                                |                                |                                |                                |                                |                                |                                |                                |                                |                                |                                |                                |                                |                                |                                |                                |                                |                                |                                |                                |                                |                                |                                |                                |                                |                                |                                |                                |                                |                                |                                |                                |                                |                                |                                |                                |                                |                                |                                |                                |                                |
| | Prequela (Episódios I–III)          |                                |                                |                                |                                |                                |                                |                                |                                |                                |                                |                                |                                |                                |                                |                                |                                |                                |                                |                                |                                |                                |                                |                                |                                |                                |                                |                                |                                |                                |                                |                                |                                |                                |                                |                                |                                |                                |                                |                                |                                |                                |                                |                                |                                |                                |                                |                                |                                |                                |                                |
| | Trilogia Original (Episódios IV–VI) |                                |                                |                                |                                |                                |                                |                                |                                |                                |                                |                                |                                |                                |                                |                                |                                |                                |                                |                                |                                |                                |                                |                                |                                |                                |                                |                                |                                |                                |                                |                                |                                |                                |                                |                                |                                |                                |                                |                                |                                |                                |                                |                                |                                |                                |                                |                                |                                |                                |                                |
| | Sequela (Episódios VII–IX)          |                                |                                |                                |                                |                                |                                |                                |                                |                                |                                |                                |                                |                                |                                |                                |                                |                                |                                |                                |                                |                                |                                |                                |                                |                                |                                |                                |                                |                                |                                |                                |                                |                                |                                |                                |                                |                                |                                |                                |                                |                                |                                |                                |                                |                                |                                |                                |                                |                                |                                |
| | Filmes A Star Wars Story            |                                |                                |                                |                                |                                |                                |                                |                                |                                |                                |                                |                                |                                |                                |                                |                                |                                |                                |                                |                                |                                |                                |                                |                                |                                |                                |                                |                                |                                |                                |                                |                                |                                |                                |                                |                                |                                |                                |                                |                                |                                |                                |                                |                                |                                |                                |                                |                                |                                |                                |
| | Séries                              |                                |                                |                                |                                |                                |                                |                                |                                |                                |                                |                                |                                |                                |                                |                                |                                |                                |                                |                                |                                |                                |                                |                                |                                |                                |                                |                                |                                |                                |                                |                                |                                |                                |                                |                                |                                |                                |                                |                                |                                |                                |                                |                                |                                |                                |                                |                                |                                |                                |                                |

## Marketing
A presidente da Lucasfilm, Kathleen Kennedy, promoveu a série no Disney Investor Day no dia 10 de dezembro de 2020, revelando o primeiro trailer da série. Jacob Oller, da Syfy Wire, sentiu que o trailer fez a produção se parecer mais como uma versão cheia de ação de The Clone Wars e a comparou com a série dos anos 80, The A-Team.

## Lançamento
Star Wars: The Bad Batch estreou no Disney+ em 4 de maio de 2021, o Star Wars Day, com um episódio especial de 70 minutos. O segundo episódio foi lançado no dia 7 de maio de 2021, com os episódios seguintes sendo lançados semanalmente, formando um total de 16 episódios.
A segunda temporada está prevista para estrear em 2022.

## Recepção
O site de avaliações Rotten Tomatoes registrou uma taxa de aprovação de 86%, com uma nota média de 7.15 de um máximo de 10, baseada em 12 avaliações. De acordo com a crítica, "A aventura lindamente animada de The Bad Batch pode ser muito ficcional para espectadores casuais, mas fãs vão adorar entrar de cabeça nesse sórdido elenco de personagens." Metacritic, que usa uma média ponderada para gerar suas avaliações, reportou uma nota 67 de 100, baseada em 7 críticos, indicando "avaliações favoráveis no geral".
Jesse Schdeen da IGN deu ao episódio de estreia uma nota 8 de 10, justificando que a série é "uma digna sucessora de The Clone Wars, tanto que ela pode ser facilmente renomeada para se tornar uma oitava temporada [da série anterior]" e também que "ela usa uma ponta solta da outra série para construir uma história completamente nova sobre a situação dos clones depois do fim da guerra, e isso é algo que se revela imediatamente". Ele também acrescentou que a produção "captura muito do que fez de The Clone Wars algo tão legal (incluindo o estilo de animação lisa e os talentos vocais de Baker), mas não escapa inteiramente das falhas dela também".
Joel Keller do Decider deu à série uma avaliação positiva e afirmou que ela "poderia facilmente satisfazer fans de The Clone Wars." Marty Brown da Common Sense Media aplicou uma nota 4 de 5 estrelas e uma classificação indicativa de '10+', alegando que "Essa série entrega exatamente o que os fãs poderiam esperar de uma história de Star Wars: construção de mundo, novos personagens únicos e grandes sequências de ação com uma temática moral no centro." Joshua Rivera da Polygon classificou o programa com uma avaliação positiva e disse que "As prequelas são tão ricas em potencial quanto a trilogia original, e The Bad Batch, assim como The Clone Wars, está configurada para fazer um trabalho mais lento e cuidadoso, para exibir esse potencial." Julian Lytle do  site idobi.com deu uma nota 8 out of 10 stars, dizendo: "The Bad Batch parece familiar mas também inicia uma nova jornada, com novos personagens, em um bom contexto. Mal posso esperar para ver o que acontecerá com este grupo no Império." Vincent Schilling do Indian Country Today avaliou a série como 8.5 de 10, sob a justificativa: "Não sou um grande fã das séries animadas de Star Wars, mas estou impressionado com esta, um time com motivos claros de rejeição, cada um com seu próprio conjunto de habilidades, é uma fórmula de sucesso para mim - realmente excelente." Wenlei Ma do News.com.au avaliou positivamente e complementou que "The Bad Batch é um agrado aos fãs dedicados de Star Wars. É uma série animada de ação e aventura com tensões, personagens identificáveis do lado certo da guerra, detonadores e mitos suficientes e easter eggs para gerar alguns gritos de empolgação."
Niv M. Sultan da Slant Magazine deu à série uma nota 1.5 de 4 estrelas e disse que "A tentativa da produção de individualizar seus protagonista os reduz drasticamente a arquétipos banais e previsíveis." Jonathan Roberts do The New Paper avaliou em 2.5 de um total de 5 estrelas, sob a justificativa de que "The Bad Batch é bom para mergulhar de cabeça, mas pode se tornar uma bagunça ruim."